# Булбуката (комуна)
Булбуката (рум. Bulbucata) — комуна у повіті Джурджу в Румунії. До складу комуни входять такі села (дані про населення за 2002 рік):
- Булбуката (1013 осіб) — адміністративний центр комуни
- Котень (16 осіб)
- Тейшорі (499 осіб)
- Фекеу (188 осіб)

Комуна розташована на відстані 28 км на південний захід від Бухареста, 44 км на північ від Джурджу.

## Населення
За даними перепису населення 2002 року у комуні проживали 1716 осіб.
Національний склад населення комуни:
| Національність | Кількість осіб | Відсоток |
| -------------- | -------------- | -------- |
| румуни         | 1715           | 99,9%    |
| угорці         | 1              | 0,1%     |

Рідною мовою назвали:
| Мова      | Кількість осіб | Відсоток |
| --------- | -------------- | -------- |
| румунська | 1715           | 99,9%    |
| угорська  | 1              | 0,1%     |

Склад населення комуни за віросповіданням:
| Релігія       | Кількість осіб | Відсоток |
| ------------- | -------------- | -------- |
| православні   | 1711           | 99,7%    |
| п'ятдесятники | 3              | 0,2%     |
| римо-католики | 1              | 0,1%     |